# Slup
Slup (in tedesco Zulb) è un comune della Repubblica Ceca facente parte del distretto di Znojmo, in Moravia Meridionale.